# Eesti Karikas 2023-2024
La Coppa d'Estonia 2023-2024 (in estone Eesti Karikas) è stata la 32ª edizione del torneo, iniziata il 7 giugno 2023 e terminata il 25 maggio 2024. Il Levadia Tallinn ha vinto il trofeo per l'undicesima volta nella sua storia.

## Formula del torneo
La griglia delle partite per i primi due turni è stata stilata il 3 giugno 2023, giorno della finale dell'edizione precedente.
Partono direttamente dai sedicesimi di finale Flora Tallinn, Levadia Tallinn e Paide in quanto primi tre classificati del campionato 2022, oltre al Trans Narva campione in carica della coppa nazionale. Per il resto, gli accoppiamenti e il turno di ingresso nel torneo sono sorteggiati in modo totalmente casuale e non ci sono teste di serie.
I sorteggi dei sedicesimi di finale sono stati effettuati il 28 luglio.
| Turno                | Numero di incontri | Squadre | Entrano a questo turno | Data sorteggio    |
| -------------------- | ------------------ | ------- | --- | ----------------- |
| Primo turno          | 12                 | 72 → 64 | 2 squadre di Meistriliiga 3 squadre di Esiliiga 1 squadra di Esiliiga B 2 squadre di II Liiga 8 squadre di III Liiga 3 squadre di IV Liiga 5 squadre di Rahvaliiga  | 3 giugno 2023     |
| Secondo turno        | 28                 | 64 → 32 | 4 squadre di Meistriliiga 5 squadre di Esiliiga 5 squadre di Esiliiga B 9 squadre di II Liiga 13 squadre di III Liiga 7 squadre di IV Liiga 1 squadra di Rahvaliiga | 3 giugno 2023     |
| Sedicesimi di finale | 16                 | 32 → 16 | 4 squadre di Meistriliiga | 28 luglio 2023    |
| Ottavi di finale     | 8                  | 16 → 8  | – | 13 settembre 2023 |
| Quarti di finale     | 4                  | 8 → 4   | – | 26 febbraio 2024  |
| Semifinali           | 2                  | 4 → 2   | – | 11 aprile 2024    |
| Finale               | 1                  | 2 → 1   | – | -                 |

## Squadre partecipanti
Le 10 squadre della Meistriliiga 2023
- 2 al primo turno: Kalev Tallinn, Kuressaare.
- 4 al secondo turno: Harju Laagri, Kalju Nõmme, Tammeka Tartu, Vaprus Pärnu
- 4 ai sedicesimi di finale: Flora Tallinn, Levadia Tallinn, Paide, Trans Narva.

8 delle 10 squadre dell'Esiliiga 2023
- 3 al primo turno: Nõmme United, TJK Legion, Viimsi.
- 5 al secondo turno: Alliance Ida-Virumaa, Elva, FC Tallinn, Flora Tallinn U21, Tabasalu.

6 delle 10 squadre dell'Esiliiga B 2023
- 1 al primo turno: Kalev Tartu.
- 5 al secondo turno: Kalev Tallinn U21, Läänemaa, Pärnu JK, Tulevik Viljandi, Welco Tartu.

11 delle 28 squadre di II Liiga 2023
- 2 al primo turno: Flora Tallinn U19, Keila.
- 9 al secondo turno: Kose, Phoenix Jõhvi, Poseidon Pärnu, Raplamaa, Saku Sporting, Saue, Tervis Pärnu, Warrior Valga, Welco Tartu II.

21 squadre di III Liiga 2023
- 8 al primo turno: Kalev Tallinn Juunior, Paide 3, Rumori Calcio, Ulasabat Tabasalu, Volta Põhja-Tallinn, Wise Tallinn, Wolves Jõgeva, Zenit Tallinn.
- 13 al secondo turno: Aliens Maardu, Eston Villa, Flora Tallinn IV, Imavere, Järva-Jaani, Loo, Maksatransport, NPM Silmet Sillamäe, Olympic Tallinn, Piraaja Tallinn, Team Helm, TJK Legion 2, Zapoos Tallinn.

10 squadre di IV Liiga 2023
- 3 al primo turno: Jalgpallihaigla, Kristiine, Wolves Tallinn.
- 7 al secondo turno: FCP Pärnu, Gorillad Tallinn, Märjamaa, Rumori Calcio II, Soccernet, Vändra/Lelle, Vigri Aruküla.

6 squadre di Rahvaliiga 2023
- 5 al primo turno: FC Drakon, FC Kohvile, FC Sssolutions, Hiiumaa-Läänemaa II, VHP Tartu.
- 1 al secondo turno: Pelgu City.

## Primo turno
| Squadra 1             | Risultato | Squadra 2         |
| --------------------- | --------- | ----------------- |
| 18 giugno 2023        |           |                   |
| FC Wise               | 1 – 0     | Wolves Tallinn    |
| 21 giugno 2023        |           |                   |
| Zenit Tallinn         | 3 – 1     | Hiiumaa-Läänemaa  |
| Ulasabat Tabasalu     | 4 – 0     | Flora Tallinn U19 |
| Kristiine             | 2 – 3     | FC Kohvile        |
| Kalev Tartu           | 9 – 0     | FC Sssolutions    |
| 22 giugno 2023        |           |                   |
| Kalev Tallinn         | 20 – 0    | VHP Tartu         |
| Volta Põhja-Tallinn   | 2 – 4     | Rumori Calcio     |
| Viimsi                | 4 – 0     | Paide 3           |
| Kalev Tallinn Juunior | 0 – 10    | TJK Legion        |
| 2 luglio 2023         |           |                   |
| Keila                 | 11 – 0    | Jalgpallihaigla   |
| 12 luglio 2023        |           |                   |
| Wolves Jõgeva         | 0 – 8     | Kuressaare        |
| 14 luglio 2023        |           |                   |
| FC Drakon             | 0 – 12    | Nõmme United      |

## Secondo turno
| Squadra 1           | Risultato   | Squadra 2            |
| ------------------- | ----------- | -------------------- |
| 7 giugno 2023       |             |                      |
| NPM Silmet Sillamäe | 0 – 4       | Kose                 |
| 21 giugno 2023      |             |                      |
| Eston Villa         | 3 – 0       | Märjamaa             |
| 22 giugno 2023      |             |                      |
| Saku Sporting       | 2 – 3       | Kalev Tallinn U21    |
| 28 giugno 2023      |             |                      |
| Zapoos Tallinn      | 6 – 0       | Vändra/Lelle         |
| 12 luglio 2023      |             |                      |
| Harju Laagri        | 12 – 0      | Pelgu City           |
| 15 luglio 2023      |             |                      |
| Welco Tartu         | 0 – 4       | Kalev Tallinn        |
| 16 luglio 2023      |             |                      |
| Elva                | 1 – 0       | Saue Laagri          |
| 25 luglio 2023      |             |                      |
| Aliens Maardu       | w/o         | FC Tallinn           |
| 26 luglio 2023      |             |                      |
| Tervis Pärnu        | 8 – 3 (dts) | FCP Pärnu            |
| Warrior Valga       | 1 – 6       | Poseidon Pärnu       |
| Welco Tartu II      | 2 – 3       | Kalev Tartu          |
| Kuressaare          | w/o         | Järva-Jaani          |
| 27 luglio 2023      |             |                      |
| Flora Tallinn U21   | 2 – 0       | Keila                |
| TJK Legion 2        | 3 – 1       | Soccernet            |
| 28 luglio 2023      |             |                      |
| Tammeka Tartu       | w/o         | Imavere/Forss        |
| 29 luglio 2023      |             |                      |
| Team Helm           | 2 – 0       | Pärnu JK             |
| Raplamaa            | 1 – 5       | Läänemaa             |
| Maksatransport      | 5 – 1       | Loo                  |
| Nõmme United        | 4 – *       | Piraaja Tallinn      |
| 30 luglio 2023      |             |                      |
| Rumori Calcio       | 3 – 8       | Zenit Tallinn        |
| 31 luglio 2023      |             |                      |
| FC Kohvile          | 0 – 3       | Viimsi               |
| 1º agosto 2023      |             |                      |
| FC Wise             | 0 – 3       | Tulevik Viljandi     |
| Vaprus Pärnu        | 6 – 1       | Alliance Ida-Virumaa |
| 2 agosto 2023       |             |                      |
| Vigri Aruküla       | 3 – 2       | Flora Tallinn IV     |
| Kalju Nõmme         | 4 – 0       | Ulasabat Tabasalu    |
| TJK Legion          | 3 – 0       | Phoenix Jõhvi        |
| Gorillad Tallinn    | 0 – 16      | Tabasalu             |
| Olympic Tallinn     | 3 – 0       | Rumori Calcio II     |

## Sedicesimi di finale
| Squadra 1         | Risultato       | Squadra 2         |
| ----------------- | --------------- | ----------------- |
| 16 agosto 2023    |                 |                   |
| Kalev Tartu       | 2 – 6           | Levadia Tallinn   |
| 22 agosto 2023    |                 |                   |
| Elva              | 5 – 2           | Tervis Pärnu      |
| Nõmme United      | 11 – 1          | Eston Villa       |
| 23 agosto 2023    |                 |                   |
| Zapoos Tallinn    | 1 – 4           | Kalev Tallinn     |
| Trans Narva       | 5 – 0           | Zenit Tallinn     |
| 29 agosto 2023    |                 |                   |
| Maksatransport    | 0 – 3           | Läänemaa          |
| 30 agosto 2023    |                 |                   |
| Team Helm         | 3 – 7           | Kalev Tallinn U21 |
| 6 settembre 2023  |                 |                   |
| Poseidon Pärnu    | 2 – 3 (dts)     | Vigri Aruküla     |
| 9 settembre 2023  |                 |                   |
| Kuressaare        | 9 – 1           | Kose              |
| 11 settembre 2023 |                 |                   |
| Kalju Nõmme       | 5 – 1           | Tulevik Viljandi  |
| Olympic Tallinn   | 0 – 8           | Harju Laagri      |
| 13 settembre 2023 |                 |                   |
| Flora Tallinn U21 | 13 – 0          | TJK Legion 2      |
| 20 settembre 2023 |                 |                   |
| TJK Legion        | 1 – 3           | Tammeka Tartu     |
| 14 ottobre 2023   |                 |                   |
| FC Tallinn        | 1 – 1 (5-6 dtr) | Viimsi            |
| 18 ottobre 2023   |                 |                   |
| Tabasalu          | 1 – 3 (dts)     | Paide             |
| 25 novembre 2023  |                 |                   |
| Flora Tallinn     | 1 – 0           | Vaprus Pärnu      |

## Ottavi di finale
| Squadra 1        | Risultato | Squadra 2         |
| ---------------- | --------- | ----------------- |
| 14 ottobre 2023  |           |                   |
| Kalju Nõmme      | 3 – 1     | Harju Laagri      |
| 18 ottobre 2023  |           |                   |
| Läänemaa         | 9 – 1     | Vigri Aruküla     |
| 18 novembre 2023 |           |                   |
| Viimsi           | 1 – 0     | Trans Narva       |
| 24 novembre 2023 |           |                   |
| Levadia Tallinn  | 4 – 2     | Tammeka Tartu     |
| Paide            | 4 – 0     | Kalev Tallinn U21 |
| 25 novembre 2023 |           |                   |
| Kuressaare       | 4 – 2     | Flora Tallinn U21 |
| 26 novembre 2023 |           |                   |
| Kalev Tallinn    | 3 – 1     | Nõmme United      |
| 3 dicembre 2023  |           |                   |
| Flora Tallinn    | 10 – 0    | Elva              |

## Quarti di finale
| Squadra 1       | Risultato | Squadra 2     |
| --------------- | --------- | ------------- |
| 9 aprile 2024   |           |               |
| Levadia Tallinn | 2 – 1     | Flora Tallinn |
| 10 aprile 2024  |           |               |
| Paide           | 2 – 0     | Kuressaare    |
| Läänemaa        | 0 – 3     | Viimsi        |
| Kalju Nõmme     | 2 – 1     | Kalev Tallinn |

## Semifinali
| Squadra 1       | Risultato   | Squadra 2   |
| --------------- | ----------- | ----------- |
| 8 maggio 2024   |             |             |
| Paide           | 3 – 1       | Kalju Nõmme |
| Levadia Tallinn | 1 – 0 (dts) | Viimsi      |

## Finale
| Arbitro: | Kristo Külljastinen |

|                                                                  |           |                         |
| Ainsalu 48’ Yusif (aut.) 55’ João Pedro 73’ Skjønning-Larsen 82’ | Marcatori | 12’ Saarma 35’ Agyepong |